# Cheumatopsyche caprotina
Cheumatopsyche caprotina är en nattsländeart som beskrevs av Malicky 1997. Cheumatopsyche caprotina ingår i släktet Cheumatopsyche och familjen ryssjenattsländor. Inga underarter finns listade i Catalogue of Life.